# Hermine Oberück
Hermine Oberück (* 27. Februar 1951 in Duisburg) ist eine deutsche Fotografin und Fotojournalistin, die seit 30 Jahren Fotoreportagen und fotografische Langzeitbeobachtungen veröffentlicht, Ausstellungen zeigt und Bücher publiziert. Von der betriebsjournalistischen Reportagefotografie in den 1980er Jahren spannt sich ihre Arbeit über die fotografische Auseinandersetzung mit gesellschaftspolitischen Themen in den 1980er und 1990er Jahren (Anti-Atomkraft-Bewegung, Lebenssituation von Menschen mit Behinderung, dementiellen Erkrankungen und an Brustkrebs erkrankten Frauen) hin zu Porträtsammlungen in den 2000er Jahren (z. B. von Menschen mit Migrationsgeschichte, von künstlerisch aktiven Menschen mit Behinderung und Frauen, die in der Pflege von alten Menschen tätig sind).
Als einzige deutsche Fotografin ist Hermine Oberück nach der Reaktorkatastrophe von Tschernobyl regelmäßig in die vom Fallout besonders betroffenen Gebiete in der ehemaligen UdSSR gereist und hat die Entwicklungen vor Ort über einen Zeitraum von 25 Jahren fotografisch dokumentiert. Darüber hinaus hat Hermine Oberück die politischen Entwicklungen und Auseinandersetzungen in der Stadt Bielefeld in den 1980er und 1990er Jahren mit der Kamera begleitet und dabei ein Foto-Archiv zur Bielefelder Lokalgeschichte aufgebaut.

## Leben und Wirken
Nach dem Studium der Sozialwissenschaften, Referendariat und Tätigkeit als Studienrätin entschied sich Oberück 1978 für einen beruflichen Neuanfang. Sie begann bei Jörg Boström und Jürgen Heinemann ein Studium an der Fachhochschule für Gestaltung in Bielefeld, das sie 1981 als diplomierte Fotodesignerin abschloss.
Seitdem ist Hermine Oberück als Fotojournalistin und Fotografin freiberuflich tätig. Sie fotografierte  u. a. im Auftrag von  Der Spiegel und Die Zeit, für überregionale Tageszeitungen, den Evangelischen Pressedienst, die Bertelsmann Stiftung sowie regionale Medien wie das Bielefelder Stadtblatt. Sie unternahm  Foto-Reisen, u. a. nach Israel, Nicaragua, Kuba und in die USA, und fotografierte in der DDR, in Rumänien, Albanien und  Staaten der ehemaligen UdSSR Reportagen.
In den 2000er Jahren konzentrierte Oberück sich auf Langzeitstudien, u. a. zum Thema „Leben nach Tschernobyl“ und den Themenbereichen „Brustkrebs“, „Migration“ und „Frauen in der Altenpflege“. Sie lebt in Bielefeld.
„Ich bin immer eine politische Fotografin gewesen, die etwas beitragen, bewegen und verändern wollte“, sagte Hermine Oberück 2010 in einem Interview. In den 1980er und 1990er Jahren veröffentlichte sie  betriebsjournalistische Reportagen über die Arbeitsbedingungen von Menschen in unterschiedlichen Berufsfeldern. In der Diakonischen Stiftung Wittekindshof und anderen Einrichtungen für Menschen mit Behinderung porträtierte sie Menschen mit körperlichen und geistigen Handicaps. Als eine der ersten deutschen Fotografinnen lieferte sie Ende der 1980er Jahre Fotostrecken über (Herz-)Transplantations- und Epilepsiechirurgie.
Bevor der „demografische Wandel“ zum gesellschaftlichen Thema wurde, stellte Oberück Mitte der 1990er Jahre alte und dementiell erkrankte Menschen ins Zentrum ihrer Arbeit. Daraus entstanden u. a. eine  Ausstellung und eine Buchveröffentlichung zum Thema „welt verlassen“. Anschließend berichtete sie als eine der ersten Fotografinnen über an Brustkrebs erkrankte Frauen. Ihre Porträtausstellung „Knotenpunkt – Leben mit Brustkrebs“ wurde ab 1999 gezeigt und u. a. von der Krebsgesellschaft NRW erworben und im Rahmen der Öffentlichkeitsarbeit eingesetzt.
Ab Mitte der 1980er Jahre dokumentierte Oberück regionale und überregionale Formen des politischen Widerstands, u. a. gegen Atomenergie und Rechtsradikalismus. Kurz nach der Reaktorkatastrophe in Tschernobyl 1986 reiste Oberück zum ersten Mal und danach in regelmäßigen Abständen in die vom radioaktiven FallOut besonders betroffenen Gebiete in der Ukraine und Belarus. In einer zum 25. Tschernobyl-Jahrestag als Buch veröffentlichten Langzeitstudie dokumentierte sie das „Leben nach Tschernobyl“, in der sie  von den (Spät-)Folgen des GAUs auf unterschiedliche Art und Weise betroffene Menschen porträtierte.
Seit 2006 arbeitet Hermine Oberück mit ihrer Kooperationspartnerin Gertraude Strohm-Katzer an einer deutschlandweit einzigartigen, Wanderausstellung zum Thema „Ich integriere mich von morgens bis abends“, die 70 FotoText-Porträts von Menschen mit Migrationshintergrund aus  deutschen Städten und Regionen umfasst und deren gesamter Bestand von April bis September 2014 anlässlich der 800-Jahre-Bielefeld-Feierlichkeiten im Historischen Museum der Stadt Bielefeld gezeigt werden soll.
Seit 2010 porträtiert Hermine Oberück Frauen, die als „pflegende Angehörige“, „Kurz- oder Langzeit-Haushaltshilfen“, „unterstützende Nachbarinnen“, „Pflegedienstmitarbeiterinnen“ oder „Altenpflegerinnen“ tätig sind. Einige dieser Porträts sind im Rahmen des Ausstellungsprojektes „Frauen in der Altenpflege kommen zu Wort“ und der dazugehörenden Broschüre an verschiedenen Standorten in Ostwestfalen-Lippe gezeigt worden.

## Buchveröffentlichungen und  Ausstellungen
- „Nazmirs Hochzeit“: Ausstellung, Duisburg, 1984 ff.
- „unvernünftig“: Alltag von Geistig Behinderten – Ausstellung, Espelkamp, 1986 ff.
- „Lebenswege. Lippische Juden in Israel“, – Ausstellung und Buch: Schäfer, Ingrid et al., „Lebenswege. Lippische Juden in Israel. Bilder und Berichte“, Gesellschaft für Christlich-Jüdische Zusammenarbeit in Lippe e. V., Detmold, 1993
- „welt verlassen“: Frauen begegnen Alter und Tod – Ausstellung und Buch: Hermine Oberück, Brigitte Fenner, „welt verlassen“, Erev Rav Verlag, 2. Auflage 2004.
- „Knotenpunkt“: Leben mit Brustkrebs – Ausstellung und Booklet.
- „Leben nach Tschernobyl“ – Eine fotografische Langzeitbeobachtung.
- Ausstellung und Buch: Hermine Oberück, Leben nach Tschernobyl, Fotografie 1986–2010, KunstSinnVerlag, 2. Auflage 2011.
- „Ich integriere mich von frühmorgens bis spätabends“ – Seit 2006 beständig wachsende Wanderausstellung und Booklet in Kooperation mit Gertraude Strohm-Katzer, Bielefeld, Eigenverlag, 2006 ff.; 2014 Historisches Museum der Stadt Bielefeld[2]
- „Frauen in der Altenpflege kommen zu Wort“ – Ausstellung und Broschüre zur Ausstellung, herausgegeben von der Arbeitsgemeinschaft der Gleichstellungsbeauftragten in Ostwestfalen-Lippe, z. B. abrufbar unter www.kreis-paderborn.de